# Дюрбан-сюр-Ариз
Дюрба́н-сюр-Ари́з (фр. Durban-sur-Arize) — коммуна во Франции, находится в регионе Юг — Пиренеи. Департамент коммуны — Арьеж. Входит в состав кантона Ла-Бастид-де-Серу. Округ коммуны — Фуа.
Код INSEE коммуны — 09108.

## Население
Население коммуны на 2008 год составляло 152 человека.
| 1962 | 1968 | 1975 | 1982 | 1990 | 1999 | 2008 |
| ---- | ---- | ---- | ---- | ---- | ---- | ---- |
| 223  | 183  | 154  | 135  | 142  | 135  | 152  |

## Экономика
В 2007 году среди 97 человек в трудоспособном возрасте (15—64 лет) 62 были экономически активными, 35 — неактивными (показатель активности — 63,9 %, в 1999 году было 65,6 %). Из 62 активных работали 59 человек (34 мужчины и 25 женщин), безработных было 3 (1 мужчина и 2 женщины). Среди 35 неактивных 10 человек были учениками или студентами, 13 — пенсионерами, 12 были неактивными по другим причинам.